# تپه کهریز ۴
تپه کهریز ۴ مربوط به دوره ساسانیان - سده‌های اولیه دوران‌های تاریخی پس از اسلام است و در شهرستان دره‌شهر، بخش مرکزی، دهستان زرین دشت، غرب روستای فاضل آباد واقع شده و این اثر در تاریخ ۳۰ بهمن ۱۳۸۶ با شمارهٔ ثبت ۲۱۰۴۲ به‌عنوان یکی از آثار ملی ایران به ثبت رسیده است.